# Andrew Fuller
Andrew Fuller (* 5. Februar 1754 in Wicken (Cambridgeshire), (England); † 7. Mai 1815 in Kettering (Northamptonshire)) war ein englischer baptistischer Theologe.

## Leben
Andrew Fuller wurde als Sohn eines englischen Farmers geboren. Im Alter von 15 Jahren hatte er ein Bekehrungserlebnis, ließ sich taufen und wurde Mitglied einer Baptistenkirche. Im Selbstunterricht studierte Fuller Theologie und wurde 1775 als Pastor einer baptistischen Kirche in Solam ordiniert. Im Jahr 1782 trat er eine Pastorenstelle in Kettering (Northamptshire) an. Zunächst war Fuller geprägt durch die calvinistische Prädestinationslehre, die aber zunehmend durch den von John Wesley geformten Methodismus beeinflusst wurde. Er entwickelte aufgrund seiner eigenen Geschichte eine Theologie, die den Calvinismus mit dem Bemühen um Mission verknüpfte. Auf die Initiative von William Carey hin, den er 1787 getauft hatte, wurde im Jahr 1793 die Baptist Missionary Society (BMS) gegründet, die maßgeblich an der weltweiten Verbreitung des Protestantismus beteiligt war. Während Carey 1793 als Missionar nach Indien ging, leitete Fuller als erster Geschäftsführer die BMS, bis er 1815 an Tuberkulose erkrankte und verstarb.